# Indian Premier League 2024
Die Indian Premier League 2024 (offiziell: Tata IPL 2024) war die 17. Saison des im Twenty20-Format ausgetragenen Wettbewerbes für indische Cricket-Teams, der zwischen dem 22. März und 26. Mai 2024 ausgetragen wurde. Im Finale konnten sich die Kolkata Knight Riders mit 8 Wickets gegen die Sunrisers Hyderabad durchsetzen.

## Teilnehmer
Die zehn teilnehmenden Franchises aus Indien sind:
- Chennai Super Kings
- Delhi Capitals
- Gujarat Titans
- Punjab Kings
- Kolkata Knight Riders
- Lucknow Super Giants
- Mumbai Indians
- Rajasthan Royals
- Royal Challengers Bengaluru
- Sunrisers Hyderabad

## Format
Die Mannschaften wurden in zwei Gruppen aufgeteilt, in denen sie gegen jede Mannschaft jeweils zwei Mal spielten. Des Weiteren werden zwei Spiele gegen eine Mannschaft der anderen Gruppe mit dem gleichen Setzplatz absolviert sowie jeweils ein Spiel gegen jede andere Mannschaft der anderen Gruppe. So absolviert jedes Team 14 Spiele, von denen sieben als Heim- und sieben als Auswärtsspiele angesehen werden. Die Mannschaften beider Gruppen werden in einer Tabelle geführt. Für einen Sieg gibt es zwei Punkte, für ein No Result ein Punkt. Die vier ersten Teams der Gruppenphase bestreiten das Playoff.

## Ergebnisse

### Tabelle
Die Tabelle der Vorrunde gestaltete sich wie folgt:
| Teams                  | Sp. | S | N  | NR | P  | NRR    |
| ---------------------- | --- | - | -- | -- | -- | ------ |
| Kolkata Knight Riders  | 14  | 9 | 3  | 2  | 20 | +1.428 |
| Sunrisers Hyderabad    | 14  | 8 | 5  | 1  | 17 | +0.414 |
| Rajasthan Royals       | 14  | 8 | 5  | 1  | 17 | +0.273 |
| Royal Chall. Bengaluru | 14  | 7 | 7  | 0  | 14 | +0.459 |
| Chennai Super Kings    | 14  | 7 | 7  | 0  | 14 | +0.392 |
| Delhi Capitals         | 14  | 7 | 7  | 0  | 14 | –0.377 |
| Lucknow Super Giants   | 14  | 7 | 7  | 0  | 14 | –0.667 |
| Gujarat Titans         | 14  | 5 | 7  | 2  | 12 | –1.063 |
| Punjab Kings           | 14  | 5 | 9  | 0  | 10 | –0.353 |
| Mumbai Indians         | 14  | 4 | 10 | 0  | 8  | –0.318 |

| Qualifiziert fürs Halbfinale |
| ---------------------------- |

### Vorrunde
| 22. März Scorecard | Chennai | Royal Chall. Bengaluru 173-6 (20)         | – | Chennai Super Kings 176-4 (20) |
|                    |         | Chennai Super Kings gewinnt mit 6 Wickets |   |                                |

Royal Challengers Bengaluru gewann den Münzwurf und entschied sich als Schlagmannschaft zu beginnen. Als Spieler des Spiels wurde Mustafizur Rahman ausgezeichnet.
| 23. März Scorecard | Mullanpur | Delhi Capitals 174-9 (20)          | – | Punjab Kings 177-6 (19.2) |
|                    |           | Punjab Kings gewinnt mit 4 Wickets |   |                           |

Punjab Kings gewann den Münzwurf und entschied sich als Feldmannschaft zu beginnen. Als Spieler des Spiels wurde Sam Curran ausgezeichnet.
| 23. März Scorecard | Kolkata | Kolkata Knight Riders 208-7 (20)         | – | Sunrisers Hyderabad 204-7 (20) |
|                    |         | Kolkata Knight Riders gewinnt mit 4 Runs |   |                                |

Sunrisers Hyderabad gewann den Münzwurf und entschied sich als Feldmannschaft zu beginnen. Als Spieler des Spiels wurde Andre Russell ausgezeichnet.
| 24. März Scorecard | Jaipur | Rajasthan Royals 193-4 (20)          | – | Lucknow Super Giants 173-6 (20) |
|                    |        | Rajasthan Royals gewinnt mit 20 Runs |   |                                 |

Rajasthan Royals gewann den Münzwurf und entschied sich als Schlagmannschaft zu beginnen. Als Spieler des Spiels wurde Sanju Samson ausgezeichnet.
| 24. März Scorecard | Ahmedabad | Gujarat Titans 168-8 (20)         | – | Mumbai Indians 169-9 (20) |
|                    |           | Gujarat Titans gewinnt mit 6 Runs |   |                           |

Mumbai Indians gewann den Münzwurf und entschied sich als Feldmannschaft zu beginnen. Als Spieler des Spiels wurde Sai Sudharsan ausgezeichnet.
| 25. März Scorecard | Bengaluru | Punjab Kings 176-6 (20)                           | – | Royal Chall. Bengaluru 178-6 (19.2) |
|                    |           | Royal Challengers Bengaluru gewinnt mit 4 Wickets |   |                                     |

Royal Challengers Bengaluru gewann den Münzwurf und entschied sich als Feldmannschaft zu beginnen. Als Spieler des Spiels wurde Virat Kohli ausgezeichnet.
| 26. März Scorecard | Chennai | Chennai Super Kings 206-6 (20)          | – | Gujarat Titans 143-8 (20) |
|                    |         | Chennai Super Kings gewinnt mit 63 Runs |   |                           |

Gujarat Titans gewann den Münzwurf und entschied sich als Feldmannschaft zu beginnen. Als Spieler des Spiels wurde Shivam Dube ausgezeichnet.
| 27. März Scorecard | Hyderabad | Sunrisers Hyderabad 277-3 (20)          | – | Mumbai Indians 246-5 (20) |
|                    |           | Sunrisers Hyderabad gewinnt mit 31 Runs |   |                           |

Mumbai Indians gewann den Münzwurf und entschied sich als Feldmannschaft zu beginnen. Als Spieler des Spiels wurde Abhishek Sharma ausgezeichnet.
| 28. März Scorecard | Jaipur | Rajasthan Royals 185-5 (20)          | – | Delhi Capitals 175-5 (20) |
|                    |        | Rajasthan Royals gewinnt mit 12 Runs |   |                           |

Delhi Capitals gewann den Münzwurf und entschied sich als Feldmannschaft zu beginnen. Als Spieler des Spiels wurde Riyan Parag ausgezeichnet.
| 29. März Scorecard | Bengaluru | Royal Chall. Bengaluru 182-6 (20)           | – | Kolkata Knight Riders 186-3 (16.5) |
|                    |           | Kolkata Knight Riders gewinnt mit 7 Wickets |   |                                    |

Kolkata Knight Riders gewann den Münzwurf und entschied sich als Feldmannschaft zu beginnen. Als Spieler des Spiels wurde Sunil Narine ausgezeichnet.
| 30. März Scorecard | Lucknow | Lucknow Super Giants 199-8 (20)          | – | Punjab Kings 178-5 (20) |
|                    |         | Lucknow Super Giants gewinnt mit 21 Runs |   |                         |

Lucknow Super Giants gewann den Münzwurf und entschied sich als Schlagmannschaft zu beginnen. Als Spieler des Spiels wurde Mayank Yadav ausgezeichnet.
| 31. März Scorecard | Ahmedabad | Sunrisers Hyderabad 162-8 (20)       | – | Gujarat Titans 168-3 (19.1) |
|                    |           | Gujarat Titans gewinnt mit 7 Wickets |   |                             |

Sunrisers Hyderabad gewann den Münzwurf und entschied sich als Schlagmannschaft zu beginnen. Als Spieler des Spiels wurde Mohit Sharma ausgezeichnet.
| 31. März Scorecard | Visakhapatnam | Delhi Capitals 191-5 (20)          | – | Chennai Super Kings 171-6 (20) |
|                    |               | Delhi Capitals gewinnt mit 20 Runs |   |                                |

Delhi Capitals gewann den Münzwurf und entschied sich als Schlagmannschaft zu beginnen. Als Spieler des Spiels wurde Khaleel Ahmed  ausgezeichnet.
| 1. April Scorecard | Mumbai | Mumbai Indians 125-9 (20)              | – | Rajasthan Royals 127-4 (15.3) |
|                    |        | Rajasthan Royals gewinnt mit 6 Wickets |   |                               |

Rajasthan Royals gewann den Münzwurf und entschied sich als Feldmannschaft zu beginnen. Als Spieler des Spiels wurde Trent Boult  ausgezeichnet.
| 2. April Scorecard | Bengaluru | Lucknow Super Giants 181-5 (20)          | – | Royal Chall. Bengaluru 153 (19.4) |
|                    |           | Lucknow Super Giants gewinnt mit 28 Runs |   |                                   |

Royal Challengers Bengaluru gewann den Münzwurf und entschied sich als Feldmannschaft zu beginnen. Als Spieler des Spiels wurde Mayank Yadav  ausgezeichnet.
| 3. April Scorecard | Visakhapatnam | Kolkata Knight Riders 272-7 (20)           | – | Delhi Capitals 166 (17.2) |
|                    |               | Kolkata Knight Riders gewinnt mit 106 Runs |   |                           |

Kolkata Knight Riders gewann den Münzwurf und entschied sich als Schlagmannschaft zu beginnen. Als Spieler des Spiels wurde Sunil Narine ausgezeichnet.
| 4. April Scorecard | Ahmedabad | Gujarat Titans 199-4 (20)          | – | Punjab Kings 200-7 (19.5) |
|                    |           | Punjab Kings gewinnt mit 3 Wickets |   |                           |

Punjab Kings gewann den Münzwurf und entschied sich als Feldmannschaft zu beginnen. Als Spieler des Spiels wurde Shashank Singh ausgezeichnet.
| 5. April Scorecard | Hyderabad | Chennai Super Kings 165-5 (20)            | – | Sunrisers Hyderabad 166-4 (18.1) |
|                    |           | Sunrisers Hyderabad gewinnt mit 6 Wickets |   |                                  |

Sunrisers Hyderabad gewann den Münzwurf und entschied sich als Feldmannschaft zu beginnen. Als Spieler des Spiels wurde Abhishek Sharma ausgezeichnet.
| 6. April Scorecard | Jaipur | Royal Chall. Bengaluru 183-3 (20)      | – | Rajasthan Royals 189-4 (19.1) |
|                    |        | Rajasthan Royals gewinnt mit 6 Wickets |   |                               |

Rajasthan Royals gewann den Münzwurf und entschied sich als Feldmannschaft zu beginnen. Als Spieler des Spiels wurde Jos Buttler ausgezeichnet.
| 7. April Scorecard | Mumbai | Mumbai Indians 234-5 (20)          | – | Delhi Capitals 205-8 (20) |
|                    |        | Mumbai Indians gewinnt mit 29 Runs |   |                           |

Delhi Capitals gewann den Münzwurf und entschied sich als Feldmannschaft zu beginnen. Als Spieler des Spiels wurde Romario Shepherd ausgezeichnet.
| 7. April Scorecard | Lucknow | Lucknow Super Giants 163-5 (20)          | – | Gujarat Titans 130 (18.5) |
|                    |         | Lucknow Super Giants gewinnt mit 33 Runs |   |                           |

Lucknow Super Giants gewann den Münzwurf und entschied sich als Schlagmannschaft zu beginnen. Als Spieler des Spiels wurde Yash Thakur ausgezeichnet.
| 8. April Scorecard | Chennai | Kolkata Knight Riders 137-9 (20)          | – | Chennai Super Kings 141-3 (17.4) |
|                    |         | Chennai Super Kings gewinnt mit 7 Wickets |   |                                  |

Chennai Super Kings gewann den Münzwurf und entschied sich als Schlagmannschaft zu beginnen. Als Spieler des Spiels wurde Ravindra Jadeja ausgezeichnet.
| 9. April Scorecard | Mullanpur | Sunrisers Hyderabad 182-9 (20)         | – | Punjab Kings 180-6 (20) |
|                    |           | Sunrisers Hyderabad gewinnt mit 2 Runs |   |                         |

Punjab Kings gewann den Münzwurf und entschied sich als Feldmannschaft zu beginnen. Als Spieler des Spiels wurde Nitish Kumar Reddy ausgezeichnet.
| 10. April Scorecard | Jaipur | Rajasthan Royals 196-3 (20)          | – | Gujarat Titans 199-7 (20) |
|                     |        | Gujarat Titans gewinnt mit 3 Wickets |   |                           |

Gujarat Titans gewann den Münzwurf und entschied sich als Feldmannschaft zu beginnen. Als Spieler des Spiels wurde Rashid Khan ausgezeichnet.
| 11. April Scorecard | Lucknow | Royal Chall. Bengaluru 196-8 (20)    | – | Mumbai Indians 199-3 (15.3) |
|                     |         | Mumbai Indians gewinnt mit 7 Wickets |   |                             |

Mumbai Indians gewann den Münzwurf und entschied sich als Feldmannschaft zu beginnen. Als Spieler des Spiels wurde Jasprit Bumrah ausgezeichnet.
| 12. April Scorecard | Lucknow | Lucknow Super Giants 167-7 (20)      | – | Delhi Capitals 170-4 (18.1) |
|                     |         | Delhi Capitals gewinnt mit 6 Wickets |   |                             |

Lucknow Super Giants gewann den Münzwurf und entschied sich als Schlagmannschaft zu beginnen. Als Spieler des Spiels wurde Kuldeep Yadav ausgezeichnet.
| 13. April Scorecard | Mullanpur | Punjab Kings 147-8 (20)                | – | Rajasthan Royals 152-7 (19.5) |
|                     |           | Rajasthan Royals gewinnt mit 3 Wickets |   |                               |

Rajasthan Royals gewann den Münzwurf und entschied sich als Feldmannschaft zu beginnen. Als Spieler des Spiels wurde Kuldeep Yadav ausgezeichnet.
| 14. April Scorecard | Kolkata | Lucknow Super Giants 161-7 (20)             | – | Kolkata Knight Riders 162-2 (15.4) |
|                     |         | Kolkata Knight Riders gewinnt mit 8 Wickets |   |                                    |

Kolkata Knight Riders gewann den Münzwurf und entschied sich als Feldmannschaft zu beginnen. Als Spieler des Spiels wurde Phil Salt ausgezeichnet.
| 14. April Scorecard | Mumbai | Chennai Super Kings 206-4 (20)          | – | Mumbai Indians 186-6 (20) |
|                     |        | Chennai Super Kings gewinnt mit 20 Runs |   |                           |

Mumbai Indians gewann den Münzwurf und entschied sich als Feldmannschaft zu beginnen. Als Spieler des Spiels wurde Matheesha Pathirana ausgezeichnet.
| 15. April Scorecard | Bengaluru | Sunrisers Hyderabad 287-3 (20)          | – | Royal Chall. Bengaluru 262-7 (20) |
|                     |           | Sunrisers Hyderabad gewinnt mit 25 Runs |   |                                   |

Royal Challengers Bengaluru gewann den Münzwurf und entschied sich als Feldmannschaft zu beginnen. Als Spieler des Spiels wurde Travis Head ausgezeichnet.
| 16. April Scorecard | Kolkata | Kolkata Knight Riders 223-6 (20)       | – | Rajasthan Royals 224-8 (20) |
|                     |         | Rajasthan Royals gewinnt mit 2 Wickets |   |                             |

Rajasthan Royals gewann den Münzwurf und entschied sich als Feldmannschaft zu beginnen. Als Spieler des Spiels wurde Jos Buttler ausgezeichnet.
| 17. April Scorecard | Ahmedabad | Gujarat Titans 89 (17.3)             | – | Delhi Capitals 92-4 (8.5) |
|                     |           | Delhi Capitals gewinnt mit 6 Wickets |   |                           |

Delhi Capitals gewann den Münzwurf und entschied sich als Feldmannschaft zu beginnen. Als Spieler des Spiels wurde Rishabh Pant ausgezeichnet.
| 18. April Scorecard | Mullanpur | Mumbai Indians 192-7 (20)         | – | Punjab Kings 183 (19.1) |
|                     |           | Mumbai Indians gewinnt mit 9 Runs |   |                         |

Punjab Kings gewann den Münzwurf und entschied sich als Feldmannschaft zu beginnen. Als Spieler des Spiels wurde Jasprit Bumrah ausgezeichnet.
| 19. April Scorecard | Lucknow | Chennai Super Kings 176-6 (20)             | – | Lucknow Super Giants 180-2 (19) |
|                     |         | Lucknow Super Giants gewinnt mit 8 Wickets |   |                                 |

Lucknow Super Giants gewann den Münzwurf und entschied sich als Feldmannschaft zu beginnen. Als Spieler des Spiels wurde KL Rahul ausgezeichnet.
| 20. April Scorecard | Delhi | Sunrisers Hyderabad 266-7 (20)          | – | Delhi Capitals 199 (19.1) |
|                     |       | Sunrisers Hyderabad gewinnt mit 67 Runs |   |                           |

Delhi Capitals gewann den Münzwurf und entschied sich als Feldmannschaft zu beginnen. Als Spieler des Spiels wurde Travis Head ausgezeichnet.
| 21. April Scorecard | Kolkata | Kolkata Knight Riders 222-6 (20)         | – | Royal Chall. Bengaluru 221 (20) |
|                     |         | Kolkata Knight Riders gewinnt mit 1 Runs |   |                                 |

Royal Challengers Bengaluru gewann den Münzwurf und entschied sich als Feldmannschaft zu beginnen. Als Spieler des Spiels wurde Andre Russell ausgezeichnet.
| 21. April Scorecard | Mullanpur | Punjab Kings 142 (20)                | – | Gujarat Titans 146-7 (19.1) |
|                     |           | Gujarat Titans gewinnt mit 3 Wickets |   |                             |

Punjab Kings gewann den Münzwurf und entschied sich als Feldmannschaft zu beginnen. Als Spieler des Spiels wurde Andre Russell ausgezeichnet.
| 22. April Scorecard | Jaipur | Mumbai Indians 179-9 (20)              | – | Rajasthan Royals 183-1 (18.4) |
|                     |        | Rajasthan Royals gewinnt mit 9 Wickets |   |                               |

Mumbai Indians gewann den Münzwurf und entschied sich als Schlagmannschaft zu beginnen. Als Spieler des Spiels wurde Sandeep Sharma ausgezeichnet.
| 23. April Scorecard | Chennai | Chennai Super Kings 210-4 (20)             | – | Lucknow Super Giants 213-4 (19.3) |
|                     |         | Lucknow Super Giants gewinnt mit 6 Wickets |   |                                   |

Lucknow Super Giants gewann den Münzwurf und entschied sich als Feldmannschaft zu beginnen. Als Spieler des Spiels wurde Marcus Stoinis ausgezeichnet.
| 24. April Scorecard | Delhi | Delhi Capitals 224-4 (20)         | – | Gujarat Titans 220-8 (20) |
|                     |       | Delhi Capitals gewinnt mit 4 Runs |   |                           |

Gujarat Titans gewann den Münzwurf und entschied sich als Feldmannschaft zu beginnen. Als Spieler des Spiels wurde Rishabh Pant ausgezeichnet.
| 25. April Scorecard | Hyderabad | Royal Chall. Bengaluru 206-7 (20)               | – | Sunrisers Hyderabad 171-8 (20) |
|                     |           | Royal Challengers Bengaluru gewinnt mit 35 Runs |   |                                |

Royal Challengers Bengaluru gewann den Münzwurf und entschied sich als Schlagmannschaft zu beginnen. Als Spieler des Spiels wurde Rajat Patidar ausgezeichnet.
| 26. April Scorecard | Kolkata | Kolkata Knight Riders 261-6 (20)   | – | Punjab Kings 262-2 (18.4) |
|                     |         | Punjab Kings gewinnt mit 8 Wickets |   |                           |

Punjab Kings gewann den Münzwurf und entschied sich als Feldmannschaft zu beginnen. Als Spieler des Spiels wurde Jonny Bairstow ausgezeichnet.
| 27. April Scorecard | Lucknow | Delhi Capitals 257-4 (20)          | – | Mumbai Indians 247-9 (20) |
|                     |         | Delhi Capitals gewinnt mit 10 Runs |   |                           |

Mumbai Indians gewann den Münzwurf und entschied sich als Feldmannschaft zu beginnen. Als Spieler des Spiels wurde Jake Fraser-McGurk ausgezeichnet.
| 27. April Scorecard | Lucknow | Lucknow Super Giants 196-5 (20)        | – | Rajasthan Royals 199-3 (19) |
|                     |         | Rajasthan Royals gewinnt mit 7 Wickets |   |                             |

Rajasthan Royals gewann den Münzwurf und entschied sich als Feldmannschaft zu beginnen. Als Spieler des Spiels wurde Sanju Samson ausgezeichnet.
| 28. April Scorecard | Ahmedabad | Gujarat Titans 200-3 (20)                         | – | Royal Chall. Bengaluru 206-1 (16) |
|                     |           | Royal Challengers Bengaluru gewinnt mit 9 Wickets |   |                                   |

Royal Challengers Bengaluru gewann den Münzwurf und entschied sich als Feldmannschaft zu beginnen. Als Spieler des Spiels wurde Will Jacks ausgezeichnet.
| 28. April Scorecard | Chennai | Chennai Super Kings 212-3 (20)          | – | Sunrisers Hyderabad 134 (18.5) |
|                     |         | Chennai Super Kings gewinnt mit 78 Runs |   |                                |

Sunrisers Hyderabad gewann den Münzwurf und entschied sich als Feldmannschaft zu beginnen. Als Spieler des Spiels wurde Ruturaj Gaikwad ausgezeichnet.
| 29. April Scorecard | Kolkata | Delhi Capitals 153-9 (20)                   | – | Kolkata Knight Riders 157-3 (16.3) |
|                     |         | Kolkata Knight Riders gewinnt mit 7 Wickets |   |                                    |

Delhi Capitals gewann den Münzwurf und entschied sich als Schlagmannschaft zu beginnen. Als Spieler des Spiels wurde Varun Chakravarthy ausgezeichnet.
| 30. April Scorecard | Lucknow | Mumbai Indians 144-7 (20)                  | – | Lucknow Super Giants 145-6 (19.2) |
|                     |         | Lucknow Super Giants gewinnt mit 4 Wickets |   |                                   |

Lucknow Super Giants gewann den Münzwurf und entschied sich als Feldmannschaft zu beginnen. Als Spieler des Spiels wurde Marcus Stoinis ausgezeichnet.
| 1. Mai Scorecard | Chennai | Chennai Super Kings 162-7 (20)     | – | Punjab Kings 163-3 (17.5) |
|                  |         | Punjab Kings gewinnt mit 7 Wickets |   |                           |

Punjab Kings gewann den Münzwurf und entschied sich als Feldmannschaft zu beginnen. Als Spieler des Spiels wurde Harpreet Brar ausgezeichnet.
| 2. Mai Scorecard | Hyderabad | Sunrisers Hyderabad 201-3 (20)         | – | Rajasthan Royals 200-7 (20) |
|                  |           | Sunrisers Hyderabad gewinnt mit 1 Runs |   |                             |

Sunrisers Hyderabad gewann den Münzwurf und entschied sich als Schlagmannschaft zu beginnen. Als Spieler des Spiels wurde Bhuvneshwar Kumar ausgezeichnet.
| 3. Mai Scorecard | Mumbai | Kolkata Knight Riders 169 (19.5)          | – | Mumbai Indians 145 (18.5) |
|                  |        | Kolkata Knight Riders gewinnt mit 24 Runs |   |                           |

Mumbai Indians gewann den Münzwurf und entschied sich als Feldmannschaft zu beginnen. Als Spieler des Spiels wurde Venkatesh Iyer ausgezeichnet.
| 4. Mai Scorecard | Bengaluru | Gujarat Titans 147 (19.3)                         | – | Royal Chall. Bengaluru 152-6 (13.4) |
|                  |           | Royal Challengers Bengaluru gewinnt mit 4 Wickets |   |                                     |

Royal Challengers Bengaluru gewann den Münzwurf und entschied sich als Feldmannschaft zu beginnen. Als Spieler des Spiels wurde Venkatesh Iyer ausgezeichnet.
| 5. Mai Scorecard | Dharamshala | Chennai Super Kings 167-9 (20)          | – | Punjab Kings 139-9 (20) |
|                  |             | Chennai Super Kings gewinnt mit 28 Runs |   |                         |

Punjab Kings gewann den Münzwurf und entschied sich als Feldmannschaft zu beginnen. Als Spieler des Spiels wurde Ravindra Jadeja ausgezeichnet.
| 5. Mai Scorecard | Lucknow | Kolkata Knight Riders 235-6 (20)          | – | Lucknow Super Giants 137 (16.1) |
|                  |         | Kolkata Knight Riders gewinnt mit 98 Runs |   |                                 |

Lucknow Super Giants gewann den Münzwurf und entschied sich als Feldmannschaft zu beginnen. Als Spieler des Spiels wurde Sunil Narine ausgezeichnet.
| 6. Mai Scorecard | Mumbai | Sunrisers Hyderabad 173-8 (20)       | – | Mumbai Indians 174-3 (17.2) |
|                  |        | Mumbai Indians gewinnt mit 7 Wickets |   |                             |

Mumbai Indians gewann den Münzwurf und entschied sich als Feldmannschaft zu beginnen. Als Spieler des Spiels wurde Suryakumar Yadav ausgezeichnet.
| 7. Mai Scorecard | Delhi | Delhi Capitals 221-8 (20)          | – | Rajasthan Royals 201-8 (20) |
|                  |       | Delhi Capitals gewinnt mit 20 Runs |   |                             |

Rajasthan Royals gewann den Münzwurf und entschied sich als Feldmannschaft zu beginnen. Als Spieler des Spiels wurde Kuldeep Yadav ausgezeichnet.
| 8. Mai Scorecard | Hyderabad | Lucknow Super Giants 165-4 (20)            | – | Sunrisers Hyderabad 167-0 (9.4) |
|                  |           | Sunrisers Hyderabad gewinnt mit 10 Wickets |   |                                 |

Lucknow Super Giants gewann den Münzwurf und entschied sich als Schlagmannschaft zu beginnen. Als Spieler des Spiels wurde Travis Head ausgezeichnet.
| 9. Mai Scorecard | Dharamsala | Royal Chall. Bengaluru 241-7 (20)               | – | Punjab Kings 181 (17) |
|                  |            | Royal Challengers Bengaluru gewinnt mit 60 Runs |   |                       |

Punjab Kings gewann den Münzwurf und entschied sich als Feldmannschaft zu beginnen. Als Spieler des Spiels wurde Virat Kohli ausgezeichnet.
| 10. Mai Scorecard | Ahmedabad | Gujarat Titans 231-3 (20)          | – | Chennai Super Kings 196-8 (20) |
|                   |           | Gujarat Titans gewinnt mit 35 Runs |   |                                |

Chennai Super Kings gewann den Münzwurf und entschied sich als Feldmannschaft zu beginnen. Als Spieler des Spiels wurde Shubman Gill ausgezeichnet.
| 11. Mai Scorecard | Kolkata | Kolkata Knight Riders 157-7 (16/16)       | – | Mumbai Indians 139-8 (16/16) |
|                   |         | Kolkata Knight Riders gewinnt mit 18 Runs |   |                              |

Das Spiel wurde auf Grund von Regenfällen auf 16 Over pro Seite verkürzt. Mumbai Indians gewann den Münzwurf und entschied sich als Feldmannschaft zu beginnen. Als Spieler des Spiels wurde Varun Chakravarthy ausgezeichnet.
| 12. Mai Scorecard | Chennai | Rajasthan Royals 141-5 (20)               | – | Chennai Super Kings 145-5 (18.2) |
|                   |         | Chennai Super Kings gewinnt mit 5 Wickets |   |                                  |

Rajasthan Royals gewann den Münzwurf und entschied sich als Schlagmannschaft zu beginnen. Als Spieler des Spiels wurde Simarjeet Singh ausgezeichnet.
| 12. Mai Scorecard | Bengaluru | Royal Chall. Bengaluru 187-9 (20)               | – | Delhi Capitals 140 (19.1) |
|                   |           | Royal Challengers Bengaluru gewinnt mit 47 Runs |   |                           |

Delhi Capitals gewann den Münzwurf und entschied sich als Feldmannschaft zu beginnen. Als Spieler des Spiels wurde Cameron Green ausgezeichnet.
| 13. Mai Scorecard | Ahmedabad | Gujarat Titans | – | Kolkata Knight Riders |
|                   |           | Spiel abgesagt |   |                       |

Spiel auf Grund von Regenfällen abgesagt.
| 14. Mai Scorecard | Delhi | Delhi Capitals 208-4 (20)          | – | Lucknow Super Giants 189-9 (20) |
|                   |       | Delhi Capitals gewinnt mit 19 Runs |   |                                 |

Lucknow Super Giants gewann den Münzwurf und entschied sich als Feldmannschaft zu beginnen. Als Spieler des Spiels wurde Ishant Sharma ausgezeichnet.
| 15. Mai Scorecard | Guwahati | Rajasthan Royals 144-9 (20)        | – | Punjab Kings 145-5 (18.5) |
|                   |          | Punjab Kings gewinnt mit 5 Wickets |   |                           |

Rajasthan Royals gewann den Münzwurf und entschied sich als Schlagmannschaft zu beginnen. Als Spieler des Spiels wurde Sam Curran ausgezeichnet.
| 16. Mai Scorecard | Hyderabad | Sunrisers Hyderabad | – | Gujarat Titans |
|                   |           | Abgesagt            |   |                |

Spiel auf Grund von Regenfällen abgesagt.
| 17. Mai Scorecard | Mumbai | Lucknow Super Giants 214-6 (20)          | – | Mumbai Indians 196-6 (20) |
|                   |        | Lucknow Super Giants gewinnt mit 18 Runs |   |                           |

Mumbai Indians gewann den Münzwurf und entschied sich als Feldmannschaft zu beginnen. Als Spieler des Spiels wurde Nicholas Pooran ausgezeichnet.
| 18. Mai Scorecard | Bengaluru | Royal Chall. Bengaluru 218-5 (20)               | – | Chennai Super Kings 191-7 (20) |
|                   |           | Royal Challengers Bengaluru gewinnt mit 27 Runs |   |                                |

Chennai Super Kings gewann den Münzwurf und entschied sich als Feldmannschaft zu beginnen. Als Spieler des Spiels wurde Faf du Plessis ausgezeichnet.
| 19. Mai Scorecard | Hyderabad | Punjab Kings 214-5 (20)                   | – | Sunrisers Hyderabad 215-6 (19.1) |
|                   |           | Sunrisers Hyderabad gewinnt mit 4 Wickets |   |                                  |

Punjab Kings gewann den Münzwurf und entschied sich als Schlagmannschaft zu beginnen. Als Spieler des Spiels wurde Abhishek Sharma ausgezeichnet.
| 19. Mai Scorecard | Guwahati | Rajasthan Royals | – | Kolkata Knight Riders |
|                   |          | No Result        |   |                       |

Kolkata Knight Riders gewann den Münzwurf und entschied sich als Feldmannschaft zu beginnen. Spiel wurde auf Grund von Regenfällen nicht begonnen.

### Playoffs

#### Spiel A
| 21. Mai Scorecard | Ahmedabad | Kolkata Knight Riders 159 (19.3)            | – | Sunrisers Hyderabad 164-2 (13.4) |
|                   |           | Kolkata Knight Riders gewinnt mit 8 Wickets |   |                                  |

Sunrisers Hyderabad gewann den Münzwurf und entschied sich als Schlagmannschaft zu beginnen. Als Spieler des Spiels wurde Mitchell Starc ausgezeichnet.

#### Spiel B
| 22. Mai Scorecard | Ahmedabad | Royal Chall. Bengaluru 172-8 (20)      | – | Rajasthan Royals 174-6 (19) |
|                   |           | Rajasthan Royals gewinnt mit 4 Wickets |   |                             |

Rajasthan Royals gewann den Münzwurf und entschied sich als Feldmannschaft zu beginnen. Als Spieler des Spiels wurde Ravichandran Ashwin ausgezeichnet.

#### Spiel C
| 24. Mai Scorecard | Chennai | Sunrisers Hyderabad 175-9 (20)          | – | Rajasthan Royals 139-7 (20) |
|                   |         | Sunrisers Hyderabad gewinnt mit 36 Runs |   |                             |

Rajasthan Royals gewann den Münzwurf und entschied sich als Feldmannschaft zu beginnen. Als Spieler des Spiels wurde Shahbaz Ahmed ausgezeichnet.

#### Finale
| 26. Mai Scorecard | Chennai | Sunrisers Hyderabad 113 (18.3)              | – | Kolkata Knight Riders 114-2 (10.3) |
|                   |         | Kolkata Knight Riders gewinnt mit 8 Wickets |   |                                    |

Sunrisers Hyderabad gewann den Münzwurf und entschied sich als Schlagmannschaft zu beginnen. Als Spieler des Spiels wurde Mitchell Starc ausgezeichnet.